# Terra Indígena Apyterewa
A Terra Indígena Apyterewa é uma terra indígena localizada no estado brasileiro do Pará. Regularizada e tradicionalmente ocupada, tem uma área de 773 470 hectares e uma população de 452 pessoas, do povo Parakanã.
No período 2020-2021 a T.I. Apytere foi a que sofreu maior desmatamento no Brasil.
Atualmente, o território é um dos mais afetados pelo desmatamento no país, com milhares de famílias de não-indígenas ocupando ilegalmente o território homologado pelo Governo Federal.

## Histórico
Em 1992, o Governo Federal declara 982 mil hectares como posse permanente do povo Paracanã na Terra Indígena Apyrerewa. Porém, após diversas disputas jurídicas, no último dia de 2001, esta medida é revogada e nova declaração é realizada pelo Ministério da Justiça reduzindo o território declarado para 773 mil hectares.
No ano de 2005, ocorreu o processo de demarcação da terra indígena, o qual se configurou em meio a conflitos com grileiros e madeireiros, de forma que ate a Polícia Federal precisou ser acionada. No mesmo ano, o Tribunal Regional Federal da 1.ª Região decide pela ilegitimidade da ocupação não-indígena no território.
Nos anos de 2006 e 2011, foram realizadas incursões militares na região expulsando os invasores sem muito sucesso, já que eles retornaram logo após as iniciativas de fiscalização.
Em outubro de 2007, logo após o processo de homologação da TI, um projeto de decreto legislativo (PDC) é protocolado na Câmara Federal pelo então deputado federal Zequinha Marinho com a finalidade de anular a homologação do território indígena, alegando que aquela região é ocupada naturalmente por famílias carentes e agricultores sem terra.
No ano de 2016, durante o processo condicionante da construção da Usina de Belo Monte, a Justiça ordenou a expulsão de todos os não indígenas do território. No entanto, estas tentativas foram dificultadas por aspectos legais levantados pelos colonos, que alegam direito de posse a terras dentro da área indígena. Apesar  da desintrusão dos colonos ser uma das condicionante do processo de licenciamento da usina de Belo Monte, durante o Governo Temer (entre 2016 e 2018), o Governo Federal abandonou o processo de expulsão destes invasores. Nesta mesma época, os invasores acuaram oficiais da Força Nacional por meio de coquetéis Molotov, tratores para barrar vias de acesso e ateamento de fogo em pontes.
Apesar do processo de invasão ainda em curso, em 2020 o ministro Gilmar Mendes do Supremo Tribunal Federal decide, em mandato de segurança, pela conciliação do processo fundiário entre os invasores e a União Federal.
A ocupação ilegal do território deu origem a uma vila, instalada ao lado de uma base de operação da FUNAI, chamada de Renascer, a qual contempla 210 casas, comércio, igreja e posto gasolina, reunindo cerca de mil moradores. Próximo desta vila está situada outra de nome Vila da Piranha, que contém 10 edificações e plantações. Outras quatro vilas estão instaladas ilegalmente na Ti segundo relatório da Polícia Federal.

## Desmatamento
A história de invasão no território data dos anos 1980, quando madeireiros construíram estradas no território indígena em busca de extrair mogno ilegalmente, madeira de alto valor comercial. Na década seguinte, essas estradas também facilitaram o acesso para garimpeiros buscarem ouro na região. Parte destes invasores se instalaram então na região, vendendo propriedades de terra ilegalmente para outros colonos que se assentaram, construíram vilarejos e avançaram no desmatamento.
A violência dos invasores contra agentes públicos é notória. Em 2017, fiscais do Ibama foram feitos de reféns durante autuação destes por desmatamento ilegal. Os fiscais se abrigaram em bases da FUNAI e foram impedidos de sair, já que as vias de acesso foram obstruídas pelos invasores, e não pudersm receber alimentos por três dias.
Entre os anos de 2020 e 2022, a TI se configurou como a mais pressionada pelo desmatamento, contando neste período com uma área de 324 quilômetros quadrados de devastação, maior que a área da cidade de Fortaleza. Nos últimos meses do Governo Bolsonaro, a destruição acelerou com mais intensidade. Registros de satélites indicaram cerca de 325 mil alertas de desmatamento entre os meses de agosto e dezembro de 2022, representando um salto de quase 82% em relação ao mesmo período do ano anterior.
Um estudo da Universidade de Maryland também estima que entre 2007 e 2021, cerca de 8% de toda a cobertura arbórea do território foi destruído.
De acordo com ambientalistas, as ocupações ilegais do território são realizadas por madeireiros, pecuaristas e garimpeiros na intenção de terem suas terras obtidas ilegalmente reconhecidas no futuro. Tal processo acirra ainda mais as disputas antigas pelo território, realizadas por invasores anteriores.

Em outubro de 2023, a Operação Guardiões do Bioma deflagrou uma ação para a retirada de invasores ilegais. 